# 華南大戟
華南大戟（学名：Chamaesyce vachellii）为大戟科地錦草屬下的一个种。

## 扩展阅读
- 維基物種上的相關：華南大戟